# Rimmerode (Einbeck)
Rimmerode ist ein Ortsteil der Ortschaft Bentierode. Bentierode ist eine Ortschaft der Stadt Einbeck. Rimmerode liegt im Südosten von Bentierode und westlich des Flugplatzes Bad Gandersheim. Der Name Rimmerode leitet sich vermutlich von „Rodung der Leute eines Rimbert, Rim, Rimo oder Rimmo“ ab.
Rimmerode besteht zu einem Teil aus Gebäuden des früheren Ritterguts Rimmerode. Unter anderem das um 1800 gebaute Herrenhaus des Gutes ist bis heute erhalten und steht unter Denkmalschutz.

## Geschichte
Rimmerode wurde urkundlich erstmalig 1007 als Rimmigarod erwähnt. Die Ortschaft wurde vermutlich im 10. Jahrhundert im Rahmen des Landesausbaus gegründet. Rimmerode gehörte als Verwaltungseinheit zu Bentierode. 1856 wurde der Gemeindeverband mit Bentierode aufgehoben. 1924 wurde Rimmerode wieder nach Bentierode eingemeindet.
Die Kapelle in Rimmerode war ursprünglich dem heiligen Nikolaus geweiht. In den Wirren der Reformationszeit blieb die Kapelle offensichtlich ungenutzt. 1595 wurde die Kapelle in Rimmerode für die Einwohner von Bentierode und Rimmerode, welche zuvor für den Gottesdienst nach Greene oder Bad Gandersheim gehen mussten, wiederhergestellt. 1861 wurde die Kapelle wegen Baufälligkeit abgerissen. Alle wertvollen Gegenstände der Kapelle, vor allem der aufwändig gestaltete Altar, wurden in die Friedenskapelle in Bentierode überführt.
Kirchlich gehörte Rimmerode im 16. Jahrhundert zu Gandersheim. Danach war die Kapelle Filialkirche von Opperhausen und Ellierode. Nach Abriss der Kapelle wurde Rimmenode nach Opperhausen eingepfarrt.